# Pablo Puente Aparicio
Pablo Fernando Puente Aparicio (Valladolid, 24 de julio de 1945; Valladolid, 11 de abril de 2020) fue un arquitecto, licenciado en Geografía e Historia y profesor universitario español. Fue conocido, entre otras labores profesionales, por ser el arquitecto de las nueve primeras ediciones de la célebre exposición «Las edades del hombre» y por su labor docente en la Escuela Técnica Superior de Arquitectura de Valladolid (ETSAV).

## Biografía
Pablo Puente nació en 1945 en Valladolid (España). Tenía tres hermanas (María del Carmen, María Teresa y María Jesús) y un hermano (José Enrique).
En Candelario (Salamanca, España), un municipio de la comarca Sierra de Béjar, conoció a María del Castañar Domínguez, la mujer que con el tiempo se convertiría en su esposa. Por esta y otras razones, desde su juventud, y por el resto de su vida, siempre estuvo muy vinculado a Béjar. También fue especial su relación con Murcia.
Con María del Castañar tuvo cuatro hijos: una hija (también llamada María del Castañar y arquitecta) y tres hijos (Pablo, Fernando y José Enrique). De ellos tuvo un total de cuatro nietos.
Estudió la carrera de Arquitectura en la Escuela Técnica Superior de Arquitectura de Madrid. Dadas sus inquietudes intelectuales y profesionales, posteriormente decidió matricularse en Valladolid en la carrera de Geografía e Historia, cuya licenciatura obtuvo en 1987.
Durante la pandemia mundial de la enfermedad COVID-19 de 2020, Pablo Puente se contagió del coronavirus SARS-CoV-2 causante de dicha pandemia. El 16 de marzo de 2020, dos días después de decretar el Gobierno español un estado de alarma a escala nacional (que implicaba un confinamiento domiciliario obligatorio por cuarentena para todos los ciudadanos durante quince días prorrogables), Pablo Puente fue ingresado por sus familiares en la UCI del Hospital Río Hortega de Valladolid. El arquitecto vallisoletano falleció el 11 de abril, festividad de Sábado Santo.

## Carrera profesional
Tras obtener en Madrid el título de Arquitecto, en 1972 se colegió en el Colegio Oficial de Arquitectos de Valladolid, futura demarcación de Valladolid del Colegio Oficial de Arquitectos de Castilla y León Este (COACYLE).

### Docencia

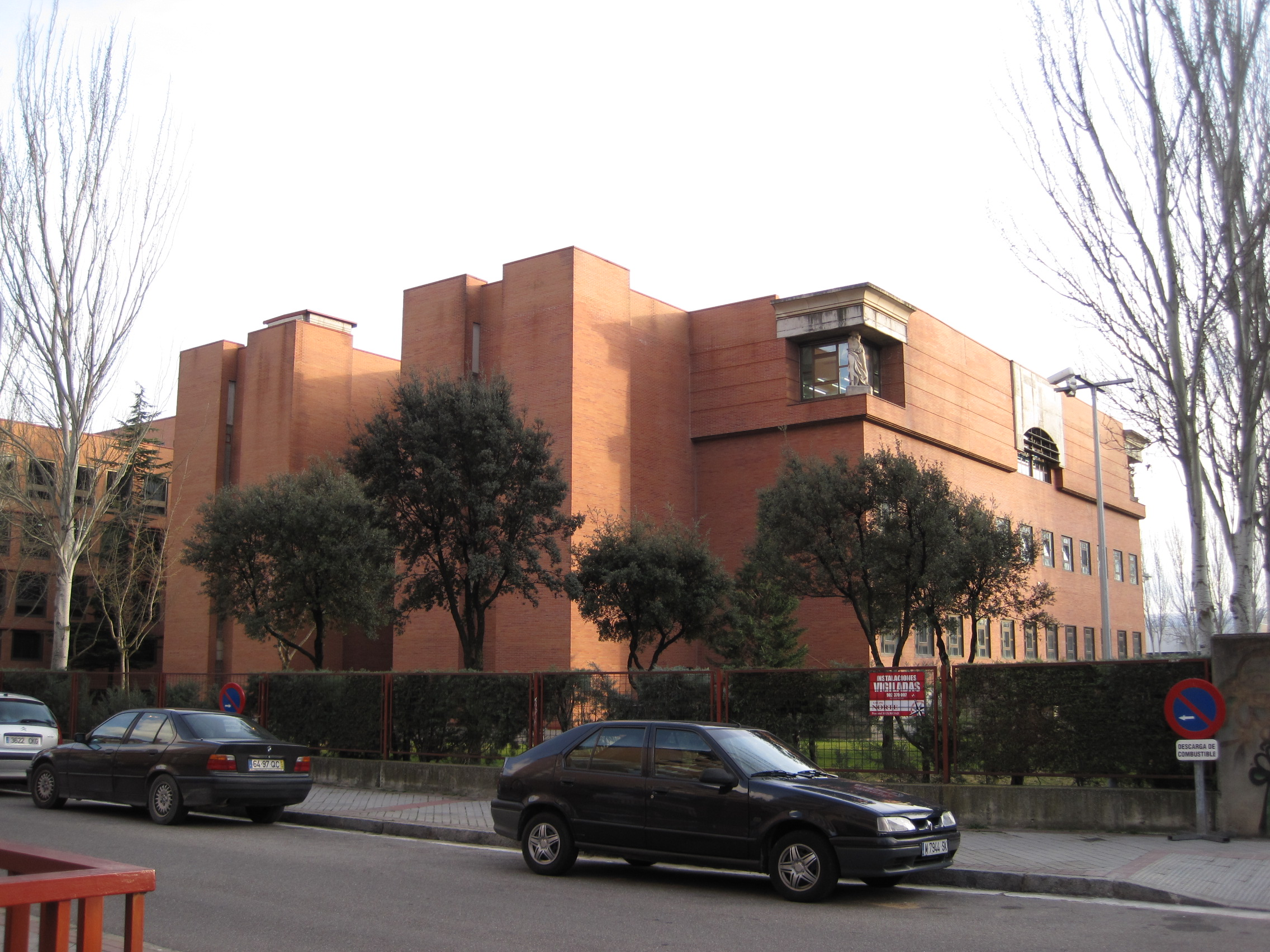
En la Escuela Técnica Superior de Arquitectura de Valladolid impartió clases el arquitecto Pablo Puente Aparicio.

De 1973 a 1975, en la ETSAV, fue profesor no numerario de la asignatura Análisis de Formas Arquitectónicas (primer curso de carrera).
De 1989 a 1999, en la ETSAV, fue profesor asociado de la asignatura Historia del Arte y de la Arquitectura (segundo curso de carrera).

### Estudio de arquitectura
Desde su colegiación en 1972, mantuvo abierto su estudio profesional. En esta actividad se dedicó principalmente a proyectos y direcciones facultativas de restauraciones y de exposiciones. Como afirma su amigo Celso Almuiña, Pablo Puente «tenía instinto de investigador tanto para las restauraciones como para los montajes de las múltiples exposiciones que se le encomendaron». También dice de él: «No regateaba tiempo, esfuerzo o sabiduría. Repensaba cómo mejor visualizar la idea que querías representar».

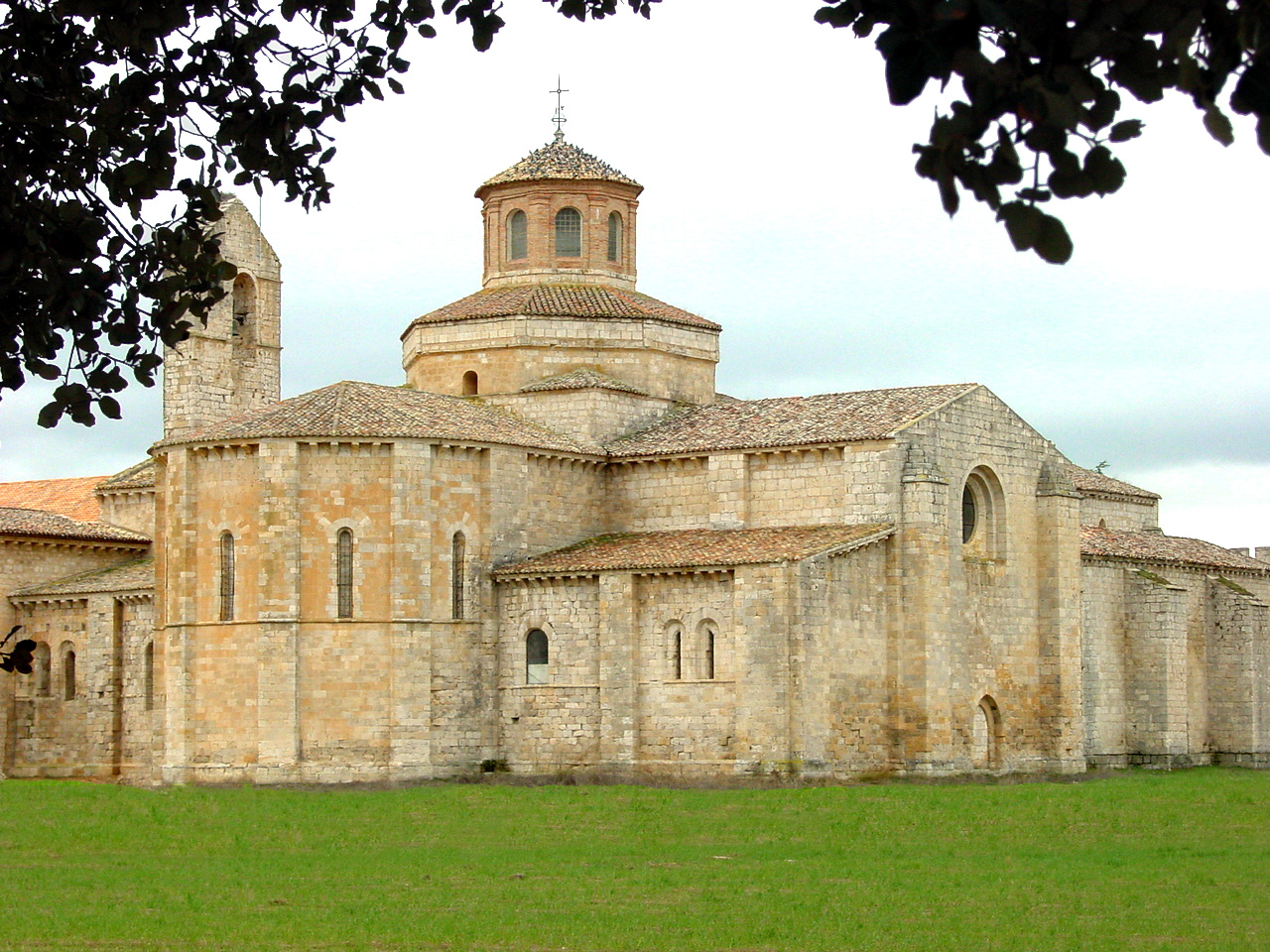
La sede de la Fundación Las Edades del Hombre se encuentra en el monasterio de Santa María de Valbuena.

En cuanto a las restauraciones, y acorde con su sensibilidad y vasta cultura, era un profesional que «siempre comenzaba por un exhaustivo análisis previo de carácter histórico-artístico, para no traicionar, decía, la esencia de la restauración a emprender». Entre ellas destacan la del palacio de Saldañuela en Sarracín (Burgos), la rehabilitación y reconstrucción del monasterio de Santa María de Valbuena (Valladolid), la restauración y rehabilitación del ala oeste del monasterio de Santa Clara la Real (Murcia), la ampliación del Colegio de Agustinas (Valladolid), la restauración del sótano del Palacio Episcopal de Astorga (León), la creación de la sala de exposiciones temporales y reforma museográfica del Museo Salzillo (Murcia), los proyectos de ampliación del cementerio y de consolidación y puesta en valor de los restos del castillo de Mucientes, etc.
Como organizador de exposiciones, no se limitó a proyectarlas y supervisar su ejecución, sino que publicó muchos artículos y libros sobre ese tema, hasta el punto de llegar a crear «una auténtica Escuela de cómo montar exposiciones». De su exposición «Huellas», dice su amigo Cristóbal Belda que fue un «acontecimiento que revolucionó la metodología de las grandes exposiciones».

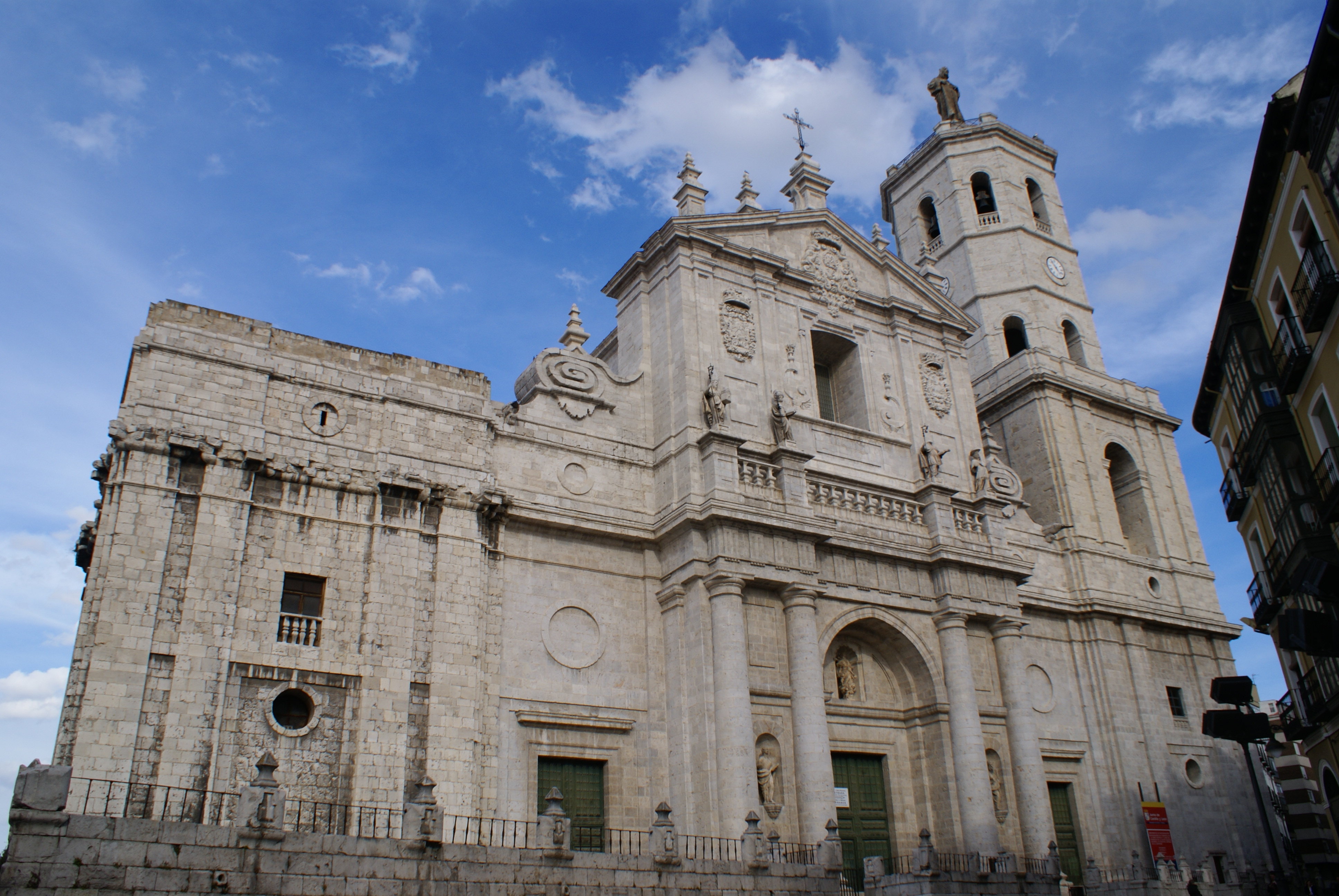
La catedral de Valladolid acogió en 1988 la primera edición de la exposición «Las edades del hombre».

Entre todas sus exposiciones, sin duda la más célebre (y que destaca sobre el resto de toda su obra profesional) fue la serie de «Las edades del hombre», de la que fue autor, coordinador y director de las primeras nueve ediciones (aunque algunas fuentes indican que fueron diez). La primera de ellas se ubicó en la catedral de Valladolid en 1988. Es de destacar, además, la realización de otra en Amberes (Bélgica), en 1995. A raíz de la organización de la primera en la catedral vallisoletana, surgió una estrecha amistad con el sacerdote José Velicia así como con el futuro ganador del Premio Cervantes y futuro director del diario El Norte de Castilla José Jiménez Lozano, que solamente la muerte de estos pudo truncar (1997 y 2020, respectivamente).
Además de la anteriormente mencionada y más conocida serie de exposiciones, Pablo Puente también estuvo a cargo de otras, como «Las mujeres en la Guerra Civil», en Salamanca (1989), Málaga (1990) y Oviedo (1992); «Una hora de España», en Madrid (1994), en conmemoración del VII centenario de la Universidad Complutense; «Sacras moles», en Barcelona (1996), sobre la construcción y restauración de las doce catedrales existentes en Castilla y León; «La Navidad en palacio», en el Palacio Real de Madrid (1998), sobre el belén de Salzillo; «Huellas», en la catedral de Murcia (2002); la instalación museográfica del Museo Diocesano y Catedralicio de la catedral de Guadix (Granada), en 2002, etc.
Aparte de restauraciones y exposiciones, en su estudio profesional recibía igualmente otros tipos de encargos. Entre ellos se encuentran, por ejemplo, la iluminación interior de la catedral de El Burgo de Osma (1997), de la catedral de Murcia (2002) y, en 2005, de la iglesia del Monasterio de La Aguilera (Burgos). Asimismo, proyectó y supervisó la construcción de diversos edificios de viviendas en Valladolid capital.

### Publicaciones
De las no pocas publicaciones que realizó a lo largo de toda su vida profesional, se pueden mencionar:
- San Bernardo vibra en cursi. Publicado en Hoja del Lunes de Valladolid. Año 1982.
- La catedral de Valladolid. Desconocida, infrautilizada e infravalorada. Publicado en El Norte de Castilla. Año 1989.
- Los montajes de las Edades. Publicado en Anuario de Castilla y León. Editorial Ámbito, año 1993.
- La arquitectura del montaje. Catálogo de la exposición «La Iglesia en América. Evangelización y cultura» en el pabellón de la Santa Sede de la Exposición Universal de Sevilla. Año 1992.
- Una bella ermita de palabras, dentro de la publicación José Jiménez Lozano, premio nacional de las letras. Publicado por el Ministerio de Cultura. Año 1994.
- El teatro de Zorrilla de Valladolid, dentro de la publicación José Velicia. In memoriam. Publicado por Caja Duero. Año 2002.
- La piedra profanada. Escultura en Béjar en el primer tercio del siglo XX. Discurso de ingreso en el Centro de Estudios Bejaranos. Año 2012.
- Historias de Candelario. Año 2016.

### Conferencias
Entre su muchas ponencias, congresos, seminarios y jornadas, se pueden extraer las siguientes:
- «El legado de Mateo Hernández» (año 1985), en el Ateneo de Valladolid (España).
- La conferencia «La protección de yacimientos y áreas arqueológicas» (año 1991), en el seminario «Recuperación arquitectónica y valoración arqueológica», como profesor integrante del V Curso de Postgrado «Restauración arquitectónica» de la Escuela Técnica Superior de Arquitectura de Valladolid (España).
- Fue coordinador del seminario «Historia de las formas y procedimientos arquitectónicos» en los cursos VII y VIII de postgrado titulados «Restauración arquitectónica», de la Escuela Técnica Superior de Arquitectura de Valladolid (años 1993 y 1994, respectivamente).
- «Diálogo entre arte e industria en los montajes de exposiciones» (año 1994), durante las Jornadas Técnicas de la III Bienal de Arquitectura y Urbanismo, en Zaragoza (España).
- Conferencia plenaria titulada «Huellas. Historia y decoro» (año 2014), en el Primer Congreso Nacional de Jóvenes Historiadores del Arte, en la Universidad de Murcia (España).

### Premios y condecoraciones
- Augusta Cruz Pro Ecclesia et Pontífice. Año 1993.[2]
- Medalla de Oro del Obispado de Amberes. Año 1995.[2]
- Premio Racimo de oro de Arquitectura. Serrada (Valladolid). Año 1996.[2]
- Insignia de Oro del Colegio Oficial de Arquitectos de León. Año 1999.[2]

### Otros
De 1975 a 1977, fue funcionario interino del IRYDA, en la Inspección Regional del Duero.
Perteneció a la Real Academia de Bellas Artes de San Fernando, de la que fue académico correspondiente en Castilla y León.
Fue presidente de la delegación en Valladolid del Colegio Oficial de Arquitectos de Madrid (años 1986 a 1988).
Entre los diversos audiovisuales que realizó, se encuentran: El metarrealismo de Adolfo Sarabia (1985), proyectado ese año en ARCO; Instrumentos musicales en las portadas de las iglesias, concebido para la exposición «La música en la Iglesia de Castilla y León» realizada en León en 1991; etc. También fue guionista y coordinador del vídeo de difusión para la exposición «La ciudad de seis pisos» en El Burgo de Osma (Soria); coautor del guion, junto con el catedrático universitario Javier Rivera Blanco, y coordinador del audiovisual La arquitectura de la séptima iglesia en la exposición «La séptima iglesia», que tuvo lugar en el año 2000 en el Palacio de Gaudí de Astorga (León); autor del guion y coordinador del audiovisual Huellas y del vídeo con que se promocionó la exposición «Huellas» en 2002 en la catedral de Murcia; etc.